# Maria Dzieża
Maria Dzieża (ur. 26 maja 1949 w Myślenicach) – polska wioślarka (sterniczka), olimpijka z Moskwy 1980. Zawodniczka Klubu AZS-AWF Kraków. 
Uczestnicza mistrzostw świata w 1981 w Monachium, gdzie była sterniczką w osadzie czwórek podwójnych (partnerkami były: Maria Kobylińska, Mariola Abrahamczyk, Zyta Jarka, Aleksandra Kaczyńska). Polska osada zajęła 7. miejsce
Na igrzyskach olimpijskich wystartowała w czwórce podwójnej (partnerkami były: Bogusława Tomasiak, Mariola Abrahamczyk, Maria Kobylińska, Aleksandra Kaczyńska). Polska osada zajęła 5. miejsce.